# Ötegen batyr
Ötegen batyr (kaz. Өтеген батыр; ros. Отеген батыра, Otiegien batyra; do 2000 roku Eniergieticzeskij) – wieś w południowo-wschodnim Kazachstanie, w obwodzie ałmackim, siedziba administracyjna rejonu Yle. W 2009 roku liczyła ok. 20 tys. mieszkańców.